# Masque (Kuni)
Masque è il primo album in studio del guitar hero giapponese Kuni, pubblicato nel 1986 per l'etichetta discografica Polydor Records.

## Tracce
1. When We Rock (It Feels Like Thunder)
2. Love Taker
3. East Meets West
4. Telepathy (instrumental)
5. Victory of Dreams (instrumental)
6. Hands Up
7. One Last Chance (instrumental)
8. Restless Heart
9. Desert Sunset (instrumental)

## Formazione
- Kuni Takeuchi - chitarre
- Billy Sheehan - basso
- Frankie Banali - batteria
- Chuck Wright - basso
- Mark Edwards - batteria
- Kal Swan - voce
- John Purdell - voce, tastiere
- Kevin DuBrow - cori
- Ryo Okumoto - tastiere
- Neil Turbin - voce
- Victoria Cross - cori
- Tommy Orlando - cori